# Murunducaris juneae
Murunducaris juneae é uma espécie de crustáceo da família Parastenocarididae.
É endémica do Brasil.